# كيفن هيلز
كيفن هيلز (بالإنجليزية: Kevin Hales)‏ (13 يناير 1961 في المملكة المتحدة - ) هو مدرب كرة قدم ولاعب كرة قدم بريطاني في مركز الوسط. لعب مع تشيلسي ونادي ليتون أورينت.